# George Cressey
George Babcock Cressey, né le 15 décembre 1896 et décédé le 21 octobre 1963 est un géographe et universitaire des États-Unis.
Il a édité de nombreux livre scolaires, dont une partie pour l'enseignement universitaire et participé activement au développement de la géographie, notamment en créant de la terminologie des données.

## Biographie
Il enseigne à l'université Hujiang (zh) (滬江大學) à Shanghai en Chine.
Il retourne aux États-Unis en 1929, où il termine un livre pionnier sur la Chine appelé « China's Geographic Foundations ».
Il continue à enseigner à l'Université de Syracuse, à New York, aux États-Unis.
Il reçoit en 1957, le « Distinguished Service Award » de la part du National Council for Geographic Education (en).

## Œuvres

### Ouvrages
- (en) George Babcock Cressey, China's geographic foundations : a survey of the land and its people, New York, McGraw-Hill, coll. « Human relations area files., AF1,, China ; », 1934, xvii+436 (OCLC 12187923)

### Articles
- (en) George Babcock Cressey, « The New Map of China. », Geographical Review, vol. 20, no 4,‎ 1930, p. 652-656 (DOI 10.2307/209018)
- (en) George Babcock Cressey, « The Geographic Regions of China », The ANNALS of the American Academy of Political and Social Science, vol. 152, no 1,‎ 1930, p. 1–9 (DOI 10.1177/000271623015200102)